# Indie pop
Indie pop o pop indie (inglés: [ˈɪndi pɒp]) se refiere a la música indie basada en las convenciones de la música pop. Otras veces los términos son utilizados para indicar una división entre pop dentro de la escena indie. El indie pop es un derivado del pop cuyas melodías suelen ser más suaves, melódicas y menos ruidosas con respecto al indie rock y otros estilos relacionados. El indie pop es la música pop que se mueve fuera de los límites de la música pop convencional. Es a menudo lo-fi, o por lo menos «inusual».

## Historia

### Raíces
La raíces del indie pop se encuentran en pioneros como Jonathan Richman y algunas canciones de The Velvet Underground, así como en los sonidos más suaves del garage pop/rock de la década de 1960, y en artistas famosos de los años 1960 como The Beatles, los Beach Boys y los primeros Pink Floyd. Los grupos de chicas de los años 1960 también influyeron en gran medida al indie pop, tanto musical como estilísticamente, siendo un ejemplo The Shangri-Las. Los Ramones y su mezcla de melodías de la década de 1970 con las guitarras crudas del punk rock, también fueron una influencia clave. Los Buzzcocks y su punk-pop también fueron una gran influencia, al adaptar el sonido de los Ramones para convertirse en uno de los pilares del sonido del indie pop posterior. Es un más indie que pop.

### Indie pop británico
El indie pop probablemente puede ser localizado en los pequeños fanzines fotocopiados, en la escena derivada del punk y en los pequeños sellos discográficos, como Postcard Records o Rough Trade Records. A principios de los años 1980, había docenas de sellos en el Reino Unido. La publicación de una lista semanal de sencillos y álbumes indies a principios de 1980 coincidió con el crecimiento de la música indie en el Reino Unido. Al año siguiente fue el quinto aniversario del movimiento de Gran Bretaña de sellos discográficos independientes y de Rough Trade Records. Para conmemorarlo, el semanario británico de música New Musical Express lanzó un álbum en casete que marcaría una época: C81. La partición del indie entre "pop" y "rock" fue expuesta por los escoceses pioneros del post-punk: Orange Juice, que mostraban un sonido de guitarras tintineantes y tarareo de voces, junto a un humor burlón hacia ellos mismos, lo que contrastaba con la seriedad y el mensaje más político de otras agrupaciones de post-punk como Crass o Killing Joke.
A pesar de nunca haber pertenecido a la escena del indie pop, The Smiths (Rough Trade Records), influyeron a muchas bandas. Como compositores, Morrissey y Johnny Marr combinaban un sonido de guitarras con letras sobre la vida en la Gran Bretaña de Thatcher, cubriendo temas que van desde la ambigüedad sexual, la soledad y la muerte hasta el vegetarianismo. Otro grupo que logró éxito comercial durante este período es el de los escoceses The Jesus and Mary Chain. Su álbum debut Psychocandy influyó a grupos como The Shop Assistants y My Bloody Valentine.
En 1986 New Musical Express lanzó otro álbum en casete, esta vez titulado C86, intentando promover la escena británica de un pop independiente más suave. Así grupos como The Pastels, The Wedding Present, The Soup Dragons, Primal Scream y The Bodines llegaron a un público más amplio.
El álbum C86 causó mucha expectación en Estados Unidos, donde estaba surgiendo un sonido más pop al estilo Ramones, frente al sonido más roquero de Sex Pistols.
A mediados y fines de la década de 1980 se eleva la popularidad de géneros como el hip hop, el acid house y el rave. Varios de los grupos indies que continuaron, cambiaron de estilo a finales de los años 1980. El principal ejemplo es Primal Scream, que fue uno de los primeros exponentes del indie dance.
The Pink Label, 53rd & 3rd, y The Subway Organisation fueron sólo algunas de las discográficas que extendieron singles de grupos de indie pop importantes como The Shop Assistants, Razorcuts, The June Brides, The Flatmates y Talulah Gosh. El último puede ser considerado como el primero de los grupos que fundó la segunda ola del indie pop: el twee pop.
Muchos de estos grupos, al igual que muchos grupos de twee pop, contaban con miembros femeninos, una hecho insólito en esa época. El indie pop siempre ha tenido un fuerte sentido de igualdad entre los sexos. Tal vez, su aspecto "filosófico" más importante es abanderar el punto de vista "anti-sexista".

### Indie pop estadounidense
En los Estados Unidos se origina una revolución similar en el pop “underground” en Olympia, Washington. Beat Happening era una banda indie con una estética bastante similar a sus pares británicos, tocando joyas del pop bastante alejadas de la escena hardcore-punk del momento. Beat Happening lanzó su primer disco en 1985 en la discográfica que fundaron: K Records. Otras discográficas fueron creciendo, como Bus Stop (1987), Picturebook (1987), Harriet (1989) y Slumberland (1989), concentrando el sonido del indie pop estadounidense, que era un poco más crudo y moderado que el británico, más suave, armonioso y “twee”.

## Alcance internacional
El indie pop ha logrado expandirse a todo el mundo. Además del Reino Unido y los Estados Unidos, han crecido el número de bandas jóvenes desde 1985 en Nueva Zelanda, grabando para Flying Nun Records, como The Bats, The Chills y The Clean. Reconocibles por sus insistentes rasgueos de guitarras tintineantes y sus coros suaves de voces masculinas, estas bandas fueron el modelo a seguir en otros países. Países como Alemania, Suecia, Japón, Grecia, España y Canadá han tenido también una escena de indie pop considerable. Australia siempre ha sido un país de bandas de indie pop, desde The Go-Betweens (quienes, a pesar de ser considerados "pop" e "indies" no pertenecían realmente al "indie pop") hasta The Pearly Gatecrashers, The Sugargliders y The Lucksmiths y, actualmente, Architecture in Helsinki.

### Indie pop en España
Durante la movida madrileña a principios de la década de 1980, se crearon los primeros sellos independientes españoles, como La Fábrica Magnética, DRO o Grabaciones Accidentales, que sentaron las bases para el surgimiento del indie pop en España.
Dentro del indie español y sus variantes, cabe destacar ciertos sonidos propios de la escena española como el Donosti Sound.

#### Donosti Sound
En 1988 en la ciudad de San Sebastián nació el grupo Aventuras de Kirlian, claramente influenciado por el indie británico, dando origen al denominado Donosti Sound, que tuvo una enorme influencia en el indie pop español. El Donosti Sound lo encabezaron bandas como La Buena Vida, Le Mans o Family.
A partir de los años 1990 el indie español experimenta una revolución a nivel nacional que se debe, entre otras causas, al nacimiento de la banda granadina Los Planetas, influenciada por grupos como The Jesus & Mary Chain, Joy Division o The Velvet Underground. A partir de entonces, el indie español se encuentra en continuo movimiento, con focos localizados de más actividad, tales como Madrid, Barcelona o Granada, ciudad a la que pertenecen Lagartija Nick y Lori Meyers. También fueron importantes representantes del indie pop de los noventa grupos como El Niño Gusano desde Zaragoza, Australian Blonde desde Gijón (Xixón Sound), La Habitación Roja desde Valencia y Cecilia Ann desde Granada.

#### Tonti pop
Hacia 1997 surgió en España una escena encabezada por Los Fresones Rebeldes que reivindicaba tanto el pop más melódico de los años 1960, como la actitud despreocupada de la década de 1980. La prensa lo llamó acné pop, aunque también se ha denominado, a veces, despectivamente como tonti pop debido a su actitud naif y sin pretensiones. Con la canción "Al amanecer", Los Fresones Rebeldes obtuvieron bastante popularidad, llegando incluso a sonar repetidamente en las emisoras de música. Otros representantes de este sonido eran los madrileños Meteosat, Niza, La Monja Enana, L-KAN, los barceloneses La Casa Azul y TCR, las asturianas Nosoträsh o los murcianos Vacaciones, grabando muchos de ellos en el sello madrileño Elefant Records, sello abanderado del género.

#### Década de los 2000
La década de los 2000 viene marcada por grupos como Pauline en la Playa, Supersubmarina, Izal, siloé, Parade, Maga, Sunday Drivers, Astrud o Sr. Chinarro, Niño y Pistola, los solistas Deluxe e Iván Ferreiro, los populares Vetusta Morla, los recién llegados Magnética o El hombre percha, los originales Love of Lesbian y la mayor representante de este género en España, Zahara . También han surgido grupos como Souvenir, Plastic D'amour, y Les Très Bien Ensemble, que se caracterizan por cantar en francés. En Vigo hay también una reciente y emergente escena indie con bandas como Cat People, The Blows, Ectoplasma, Los Marcianos, Eladio y los Seres Queridos, Igloo, Múnich, Anenome, etc. A finales de la década muchos de los grupos indie españoles han tenido una mayor repercusión gracias a su asistencia a los diferentes festivales que se celebran en España, sobre todo en la época estival, tales como el Festival Internacional de Benicassim FIB (desde 1995), el Sonorama (desde 1998) o el Contempopránea (1996); así como nuevos festivales emergentes y prósperos como Indiemálaga que se desarrolla en esa misma ciudad o Ebrovisión que se celebra el tercer fin de semana de septiembre en la ciudad de Miranda de Ebro.

### Indie pop en Suecia
A mediados de los años 2000 surge en Suecia una nueva generación de grupos de Indie pop, que concentran todas las miradas de blogs, fanzines, prensa especializada y aficionados al género. La mayor parte de esta escena graba en el sello también sueco Labrador. Algunas de las bandas más importantes son Acid House Kings, quienes cuentan con antiguos miembros de Club 8; Sambassadeur, I'm from Barcelona, Irene, The Radio Dept, Raymond & Maria, Radjoteatern, The Legends, Subvision o Jens Lekman.

### Indie pop en Chile
El 2004 surge en Chile la banda llamada Dënver, la cual suena con grandes tendencias de este estilo. Hasta ahora se han destacado como un gran exponente del género dentro del país. "Noche profunda", "Lo que quieras" y "Los adolescentes" son las canciones que han posicionado a esta banda dentro de los grandes artistas del país. Desde ese momento una serie de otras bandas e iniciativas individuales chilenas se pliegan al movimiento, en lo que Claudia Cayo en su tesis de grado de periodismo "Micrófono Abierto" (2015), denomina "generación MySpace", donde caben iniciativas como Les Ondes Martenot, Gepe o Javiera Mena. Hacia inicios de la década de 2010 en un extenso artículo del diario "El País" de España "Chile, nuevo paraíso del pop", se indica que: "El país sudamericano emerge como una de las grandes potencias de pop independiente cantado en español. ¿De repente? No del todo, es la consecuencia de 10 años de trabajo oculto. Se editan en España los discos de Javiera Mena, Gepe, Dënver y Ana Tijoux, la vanguardia de una ¿escena? demasiado desconocida hasta ahora". Hacia 2015 el movimiento indie pop chileno se consolida, con bandas como Niños del Cerro, My Light Shines for You, Paracaidistas, Patio Solar, Fuglar o Planeta No. Algunas de estas y otras bandas han sido promocionadas por sellos como Quemasucabeza o Piloto y han aparecido en compilados nacionales como Nueva Música Chilena y NMC.

### Indie pop en Uruguay
Los primeros indicios de sonido pop en Uruguay apuntan a Los Shakers, banda formada en los años 1960 por los reconocidos músicos Hugo y Osvaldo Fatorusso, quienes estaban muy fuertemente influenciados por el sonido de The Beatles. Más tarde, en los años 1980 hubo bandas como Los Estómagos y Los Traidores, los cuales cargaban influencias de bandas como The Cure y The Smiths respectivamente. En la década de 1990 nace La Hermana Menor, aunque en sus inicios hacían hardcore rock, sus primeros discos grabados a principios de los 2000, apuntaban a un sonido suave y algo sucio influenciado por bandas como Yo la tengo, Belle and Sebastian y Pavement, por lo tanto podría decirse que esta fue la primera banda de Indie Pop en este país. A mediados de la década del 2000 surgieron bandas como Carmen Sandiego y Tres Pecados, bandas pertenecientes al colectivo independiente Esquizodelia Records, lentamente se fue creando una movida independiente y nacen sellos como Estampita Records y Nikikinki Records, albergando bandas como los jóvenes Julen y la Gente Sola, Ameba, Alucinaciones en Familia, Millones de Casas con Fantasmas, Comunismo Internacional, Cielos de Plomo, Oneill, Los Zalvajes, Ivan y Los Terribles, entre otras.

## Fanzines
Are you scared to get happy? fue uno de los principales fanzines de indie pop y cuando dejó de publicarse en 1987 su escritor, Matt Haynes, se unió a Clare Wadd (escritor del fanzine Kvatch) para crear Sarah Records. Mucha gente considera hoy en día a Sarah Records (que cesó en 1995) como el sello de indie pop modelo.
Actualmente los fanzines han evolucionado a nuevas formas electrónicas, y se pueden encontrar cientos de blogs que ocupan el lugar de las publicaciones de papel.

## Crecimiento
Desde principios de los años 1990, el indie pop ha estado creciendo casi sin cesar en popularidad. Entre 1985 y 1995 era casi imposible oír en EE. UU. o Europa algún álbum de indie pop en una emisora de radio comercial, y hasta algunas radios alternativas subestimaban los sonidos suaves del twee pop, prefiriendo música como el grunge o el punk. Sin embargo, en los últimos tiempos, el indie pop ha ido ganando lugar en las radios. Algunas bandas formadas en el sonido típico del indie rock, como Yo la tengo o The Flaming Lips (a pesar de que graban con una compañía discográfica multinacional) se han ido acercando al indie pop en los últimos años.